# جان باول ريختر
جان باول ريختر (بالألمانية: Jean Paul Richter)‏ هو مؤرخ الفن ألماني، ولد في 7 يونيو 1847 في درسدن في ألمانيا، وتوفي في 25 أغسطس 1937 في لوغانو في سويسرا.